# Gudmundsgatan
Gudmundsgatan är en gata i stadsdelen Gårda i Göteborg. Den är cirka 150 meter lång och sträcker sig från Åvägen och korsar Fabriksgatan.
Gatan fick sitt namn år 1923 till minne av bonden Gudmund Ormsson, som brukade Underås på 1670-talet. Gatan hette tidigare (från 1899/1900) Tritongatan efter kvarteret Triton, som gatan ligger söder om. Nuvarande Tritongatan ligger norr om kvarteret Triton.